# Otahu (fleuve)
Le fleuve Otahu  (en anglais : Otahu River) est un cours d’eau de la Péninsule de Coromandel, dans la région de   Waikato de l’Île du Nord de la Nouvelle-Zélande.

## Géographie
Il s’écoule vers le nord-est à partir de plusieurs torrents prenant naissance dans la chaîne de 'Coromandel', le plus notable étant le « Wharekirauponga Stream ». Le fleuve Otahu atteint la mer immédiatement au sud de la ville de  Whangamata .